# Sibrandus Lubbertus

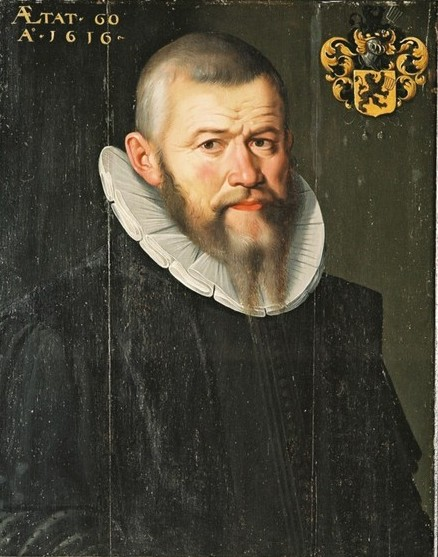
Sibrandus Lubbertus

Sibrandus Lubbertus (Langwarden, ca.1555 – Franeker, 10 januari 1625) of Sibrand Lubbert was een Noord-Nederlands calvinist, gedurende meer dan veertig jaar professor godgeleerdheid aan de Universiteit van Franeker vanaf haar stichting in 1585. Hij was een vooraanstaand deelnemer aan de Synode van Dordrecht (1618–1619). Zijn publicaties waren vooral gericht tegen de katholieke kerk en Robertus Bellarminus enerzijds en tegen het socinianisme en het arminianisme anderzijds.

## Levensloop
Lubbertus studeerde theologie in Wittenberg (1574), in Genève (1576), waar Theodore Beza een van zijn professoren was, in Marburg (1578) en in Neustadt an der Weinstraße (1580), waar Zacharias Ursinus een van zijn professoren was. In 1587 promoveerde hij in Heidelberg tot doctor in de godgeleerdheid, onder de leiding van Daniel Tossanus.
Naast zijn publicaties, als contraremonstrant gericht tegen de remonstranten, meer bepaald tegen Conrad Vorstius, was hij weldra in een jarenlange ideologische strijd gewikkeld met de katholieke theoloog Robertus Bellarminus.

## Responsio ad Pietatem Hugonis Grotii
Lubbertus is bekend voor zijn oppositie tegen Johan van Oldenbarnevelt en Hugo Grotius, die het recht verdedigden voor de burgerlijke overheid om benoemingen te doen aan universitaire faculteiten. Het ging hierbij meer bepaald om de benoeming van Conrad Vorstius en andere remonstranten. Lubbertus verkondigde met luide stem dat Vorstius stellingen innam die zich ver buiten het Calvinisme en zelfs buiten het christelijk geloof situeerden.
Om zijn gelijk te halen deed Lubbertus beroep op buitenlandse steun. Hij vond een bondgenoot in Matthew Slade, rector van de academie in Amsterdam, ouderling van de English church in Amsterdam en schoonzoon van Petrus Plancius, anglicaans predikant in Amsterdam. Via hem begon hij te corresponderen met George Abott, de aartsbisschop van Canterbury. Hij bereikte zelfs koning Jacobus I van Engeland, die zich de zaak bijzonder aantrok en partij koos voor Lubbertus, tegen Vorstius. Hij publiceerde His Maiesties Declaration concerning His Proceedings with the States general of the United Provinces of the Low Countreys, In the cause of D. Conradus Vorstius (1612).
Lubbertus kwam in het vizier van de burgerlijke overheid, die de zijde van Vorstius had gekozen, door de publicatie van zijn 900 pagina's tellende boek Commentarii ad nonaginta errores Conradi Vorstii, opgedragen aan George Abbott. In het voorwoord viel hij de staten van Holland en andere overheden aan die Vorstius tot hoogleraar godgeleerdheid hadden benoemd in de universiteit van Leiden en hiermee het socinianisme in de Nederlands hervormde kerk introduceerden.
Daarop trok Hugo Grotius ten aanval tegen Lubbertus in een schrift genaamd Ordinum Pietas. Die zijn aanval tegen Vorstius was volgens hem alleen maar een voorwendsel om de staten van Holland te discrediteren.
Lubbertus moest natuurlijk Grotius van antwoord dienen. Hij deed dit in
- Responsio Ad Pietatem Hugonis Grotii (1614).

Hij veroordeelde de arrogantie van Grotius, vond dat zijn argumenten op pedante sofismen berustten. Hij meende dat Grotius niet bevoegd was om hem, een academisch geschoold theoloog tegen te spreken. Waarop Grotius nog hetzelfde jaar een anoniem pamflet als antwoord publiceerde: Bona Fides Sibrandi Lubberti in late 1614.
Op de langere termijn haalde Lubbertus gelijk en werd Vorstius afgezet en verbannen.

## Privé
Lubbertus was getrouwd met Truicken van Oosterzee (c. 1550-1625).

## Publicaties
- De Principas Christinnorum dogmatum Libri Septem scholastice et Theologice collati cum disputationibus Roberti Bellarmini Jesuitae Romani, 1591.
- De Papa Romano Libri decem, scholastice et theologice collati cum disputationibus Roberti Bellarmini, 1594.
- De Conduis Libri quinqué scholastice et Theologice collati cum disputationibus Roberti Bellarmini, 1601.
- De Ecclesia, Libri sex collati cum disputationibus Roberti Bellarmini, 1607.
- De Jesu Christo Servatore, hoc est: Cur et qua ratione Jesus Christus noster Servator sit, Libri quattuor contra Faustum Socinum, 1611.
- Sibrandi Lubberti Responsio ad Pietatem Hugonis Grotii, 1614.
- S. Lubberti Commentarius in Catechesin Palatino-Belgicam, 1618.